# 学校法人日本ナザレン・カレッジ
学校法人日本ナザレン・カレッジ（がっこうほうじんにほんなざれんかれっじ）とは、千葉県千葉市稲毛区にある学校法人。 

## 沿革
- 1946年：聖書農学園開校。同年6月、英語学校を開校。
- 1948年：財団法人聖書農学園が認可される。
- 1951年：学校法人に移行。
- 1951年：聖書農学園短期大学設置。
- 1958年：日本基督教短期大学に学名変更。
- 1964年：学校法人名を日本ナザレン・カレッジに変更。

## 歴代理事長
- W.A.エコール
- 新宮 賢蔵
- 土肥 忍
- 青木　義昭

## 運営学校
- 日本基督教短期大学